# Леха доди
«Леха доди» (от ивр. לְכָה דוֹדִי‎ — «Выйди, мой возлюбленный», ашкеназ. «Лехо доди») — пиют, еврейский литургический гимн, приветствующий наступление шаббата, часть богослужения «Приветствие субботы». Поют нараспев во время сумерек пятницы в синагоге, обычно на закате, перед началом вечернего богослужения. Составлен в XVI веке каббалистом Шломо Галеви Алкабецем.

## Значение
«Леха доди» означает «выйди, мой возлюбленный» и является просьбой к мистическому «возлюбленному», который может означать либо Бога, либо друга (друзей), вместе приветствовать субботу, именуемую «невестой» לִקְרַאת כַּלָּה‎ («встретить невесту»).
Гимн выражает страдания еврейского народа в изгнании, тоску и надежду на скорейшее избавление. «Леха доди» входит в сидуры всех еврейских общин. В гимне народ Израиля просит Бога послать великую субботу мессианского спасения.
В составе славословий Каббалат Шаббат гимн следует за псалмами 95—99 и 29. При чтении его последней строфы, в которой приглашается «царица Суббота», поворачиваются лицом ко входу синагоги, символически отмечая приход субботы поклоном.
В реформистских общинах поют только первые и последние две строфы.

## История
Гимн был составлен в XVI веке рабби Шломо Галеви Алкабецем, родившимся в Салониках и ставшим каббалистом в Цфате.
На содержание гимна оказало влияние пророчество Исаии о грядущем возрождении Израиля.
Автор использовал раввинистическую интерпретацию Песни Песней и Книги пророков, в которых дева является метафорой еврейского народа, а возлюбленный (דוֹד‎, дод), является метафорой Бога.
За основу взяты строки из Талмуда:
Рабби Ханина… накануне субботы говорил: «пойдём навстречу царице-Субботе».
Рабби Янай облачался в субботние одежды и говорил: «приди невеста, приди невеста».
Из Талмуда заимствованы и отраженные в гимне мессианские чаяния.
Как было принято в то время, гимн написан акростихом — первые буквы первых восьми строф составляют имя автора (שלמה הלוי‎, Шломо Халеви).
«Леха доди» вошёл в число гимнов и молитв, которыми каббалисты Цфата, выходя в поле в пятницу на закате солнца, приветствовали наступающую субботу.
«Леха доди» — одно из самых поздних стихотворений на иврите, вошедших в литургию.
Гимн был включён в молитвенник, напечатанный в 1584 году в Венеции и стал одним из самых популярных в ашкеназской и сефардской литургиях. Он распевается на разнообразные мелодии.
Гимн был переведён Генрихом Гейне на немецкий язык. Гейне по ошибке приписал авторство рабби Иехуде Галеви.

## Мелодии
Значение гимна и его почтение к верующим иудеям побуждало почти каждого хаззана и хормейстера посвятить ему свои самые ласковые мелодии. Поэтому композиции «Леха доди», как правило, очень экспрессивные и нередко нежные, можно найти в каждом сборнике синагогальных мелодий.
В сефардских общинах гимн иногда поётся под древнюю мавританскую мелодию, которая намного старше текста «Леха доди». О возрасте мелодии говорят не только характерные напевы, но и заголовок во многих старых сидурах, указывающий, что гимн следует петь на мотив «Шуви нафши ле-мнухайехи» («Вернись, душа моя, к своему покою»), составленную Иехудой Галеви, который жил за пять столетий до Алкабеца. В этом исполнении, принесённым на Святую землю евреями, бежавшими из Испании (то есть ещё до Алкабеца), гимн поётся всей общиной, а рефрен (припев) служит только в качестве вступления.
В некоторых ашкеназских синагогах старого стиля строфы обычно поются в определённую длину хазаном, а рефрен является ответом общины, но в большинстве современных (ортодоксальных) ашкеназских синагог он поётся всеми и в его словах поющие обращаются друг к другу.
Этот популярный пиют поётся под разные мелодии по всему миру, включая Индию, Среднюю Азию (бухарские евреи), Йемен, Курдистан, Италию, Болгарию, Германию и Кавказ (горские евреи).

### Немецкие и польские мелодии
В определённые периоды года многие северные общины отбрасывают более поздние композиции и используют две простые старые мелодии, особенно напоминающие народные песни Северной Европы того периода времени, который следовал за временем написания текста гимна.
Наиболее известная из них — мотив, исполняемый в недели Омера (между праздниками Песах и Шавуот). Эта мелодия описывается как адаптация известной политической песни «Лиллибуллеро» и каватины в начале оперы Моцарта «Свадьба Фигаро». Но сходство с немецкой народной песней конца XVII века присутствует во всей мелодии в целом.
В общинах Северной Европы часто использовался особый мотив, традиционный для Трёхнеделья (Бен ха-мецарим, период траура, предшествующий дню траура Девятого ава). Гимн, выразивший тоску по Сиону и веру в его возрождение, по настрою соответствует атмосфере этих дней, которые посвящены воспоминаниям о печальных событиях, постигших еврейский народ. В настоящее время вместо него чаще всего используется мелодия Эли Цион. От последней он отличается большей мягкостью. Вариант этого мотива был выбран Бенедетто Марчелло для исполнения псалма 19 в его «Поэтически-гармоническом вдохновении» (итал. Estro poetico-armonico) и Parafrasi Sopra li Salmi (Венеция, 1724). Кантор Эдуард Бирнбаум обнаружил источник этого мотива в польской народной песне Wezm ja Kontusz, Wezm, приведённой в Piesni Ludu Polskiego Оскара Кольберга (Варшава, 1857).
Старая мелодия, также имеющая народное происхождение, была популярна у лондонских евреев столетие назад. Она исполнялась в двух немного отличающихся вариантах в синагогах старого города. Обе эти формы приведены Исааком Натаном (Isaac Nathan) в его собрании «Еврейские мелодии» Гордона Байрона (Лондон, 1815), где они составляют мотив для стихотворения «Она идёт во всей красе» (en:She Walks in Beauty). С тех пор мелодия перестала использоваться в английских и других еврейских общинах.

## В современной литературе
- Практически единственное «озвученное» заклинание Старика Хоттабыча (присутствует в первом издании книги 1940 года и её современных репринтах) почти совпадает с ашкеназским произношением первой строки «Леха доди»[6]:

Вместо ответа Хоттабыч, кряхтя, приподнялся на ноги, вырвал из бороды тринадцать волосков, мелко их изорвал, выкрикнул какое-то странное слово «лехододиликраскало» и, обессиленный, опустился прямо на опилки, покрывающие арену.